# Râul Cordun
Râul Cordun este un curs de apă, afluent al râului Varnița. 